# 沙姆斯·查拉尼亚
沙姆斯·查拉尼亚（英語：Shams Charania，1994年4月1日—），美国体育记者，以报道NBA新闻见长，现供职于ESPN。

## 生平
沙姆斯生于1994年生于芝加哥，为家中长子。他的父母均来自巴基斯坦，20世纪80年代移民到美国。他在伊利诺伊州威尔梅特长大，2017年毕业于芝加哥洛约拉大学。
沙姆斯17岁开始其体育记者生涯，起初为《芝加哥论坛报》旗下的“ChicagoNow”撰写有关芝加哥公牛的新闻，之后又开始为RealGM、HoopsWorld和HoopsHype等网站撰稿，并开始涉足NBA联盟的小型交易新闻。凭借着出色的表现，沙姆斯引起了雅虎体育等平台的注意。
2015年，沙姆斯加入雅虎体育，当时供职于雅虎体育的阿德里安·沃纳罗斯基（Woj）称他是“地球上最优秀的年轻篮球记者”。2016年夏天开始，他率先披露了NBA联盟内多笔重磅交易，他与恩师Woj之间的“友好竞争”也引起注意。
2018年8月14日，沙姆斯宣布于月底离开雅虎，转投The Athletic和Stadium。2023年，他抢先发布了当年NFL选秀前三名选秀权的内部消息，这甚至比NFL内部记者还要早。
2024年10月，沙姆斯加入ESPN，担任ESPN高级内幕人士。美东时间2025年2月2日凌晨，沙姆斯率先爆料了达拉斯独行侠、洛杉矶湖人与犹他爵士之间的重大交易（其中包括卢卡·东契奇与安东尼·戴维斯互换东家）。这笔重磅交易的消息发布后，外界甚至一度认为沙姆斯社交账号被黑客入侵。